# گنجینه (آلبوم کوکتو تویینز)
گنجینه (به انگلیسی: Treasure) سومین آلبوم استودیویی از گروهٔ موسیقی آلترناتیو راک اسکاتلندی کوکتو تویینز می‌باشد که در ۱۲ نوامبر سال ۱۹۸۴ از سوی ۴ای‌دی منتشر گردید. این گروه با این آلبوم تصمیم گرفت که از این به بعد نقش اعضا به این ترتیب باشد: الیزابت فریزر خواننده، رابین گاتری گیتارزن و سایمون ریموند نوزاندهٔ گیتار بیس. همچنین این آلبوم نشان می‌دهد این گروه صدای ایتریلی منحصر به‌فردی که با آن شناخته می‌شوند را در آغوش گرفته و پذیرفته‌است.